# Textron
Textron — американський індустріальний конгломерат, до якого входять компанії зі світовими іменами — Bell Helicopter, Cessna Aircraft, Greenlee, E-Z-GO, Jacobsen, Kautex, Textron Systems та ін. Базується в Провіденсі, штат Род-Айленд.
З валовим доходом 12,237 мільярда доларів і з близько 33 000 робітників у 25 країнах Textron у 2013 році зайняв 225-те місце в рейтингу Fortune 500 найбільших компаній Сполучених Штатів. Вона була заснована Роял Літтлом у 1923 році як компанія Special Yarns Company. У 2018 році в Textron працювало понад 37 000 людей по всьому світу. Компанія посіла 265 місце в рейтингу Fortune 500 найбільших корпорацій Сполучених Штатів за виручкою 2021 року.

## Коротка історія
Компанія була заснована Ройялом Літтлом у 1923 році як союз текстильних компаній (корпорацію Special Yarns Corporation у Бостоні, штат Массачусетс). Компанія виробляла синтетичну пряжу, яка на той час була нішевим продуктом. До початку Другої світової війни компанія була відома як Atlantic Rayon Corporation і виробляла парашути. Коли військове виробництво припинилося, компанія також почала виготовляти цивільну продукцію й була перейменована в Textron: «Tex» для «текстилю» і «tron» із синтетики, як-от «Lustron». Компанія була включена в біржу на Нью-Йоркській фондовій біржі в 1947 році.
Літтл продовжував з ентузіазмом витрачати свій час, зусилля та гроші, скуповуючи інші текстильні фірми, і його зусилля увінчались успіхом. 1947 року в цієї компанії обсяг продажу становив 125 мільйонів доларів США.
Розуміючи, що одна текстильна промисловість не може бути стабільно життєздатною, у п'ятдесятих роках Літтл починає скуповувати перспективні фірми в інших галузях промисловості, чим фактично започатковує свій конгломерат.
Royal Little розпочав процес перетворення Textron на конгломерат, купивши Burkart Manufacturing Company (наповнювач оббивки для автомобільної промисловості) у вересні 1953 року, а потім придбав Dalmo-Victor (повітряні радіолокаційні антени) і MB Manufacturing Company на початку 1954 року. Поштовх до диверсифікації призведе до того, що Textron придбає різні інші виробничі компанії. У 1960 році компанія також купила Bell Aerospace і EZ-Go.
До 1960-х років Textron придбав активи компаній з виробництва інструментів з пневмоприводом, антен, пластмас, фанери, шкіри, алюмінію, ланцюгових пил, гелікоптерів та ін., націлюючись на найбагатшого і найстабільнішого в США покупця — Департамент оборони США.
У 1960 році Textron увійшов до першої сотні найбагатших компаній Америки, активи якого оцінювалися в 100 мільйонів доларів.
Текстильний підрозділ було продано Deering Milliken у 1963 році.
Пізнішими генеральними директорами були Г. Вільям Міллер (1968—1977), Джозеф Коллінсон (1977—1979) та Роберт П. Страец (1979—1986). У 1984 році Textron взяла на себе ще більше боргів і купила Avco, конгломерат, майже такий же великий, як він сам. Пізніше на посаду генерального директора став Джеймс Хардімон.

## Авіаційна складова компанії

### Bell Helicopter
- Bell Helicopter

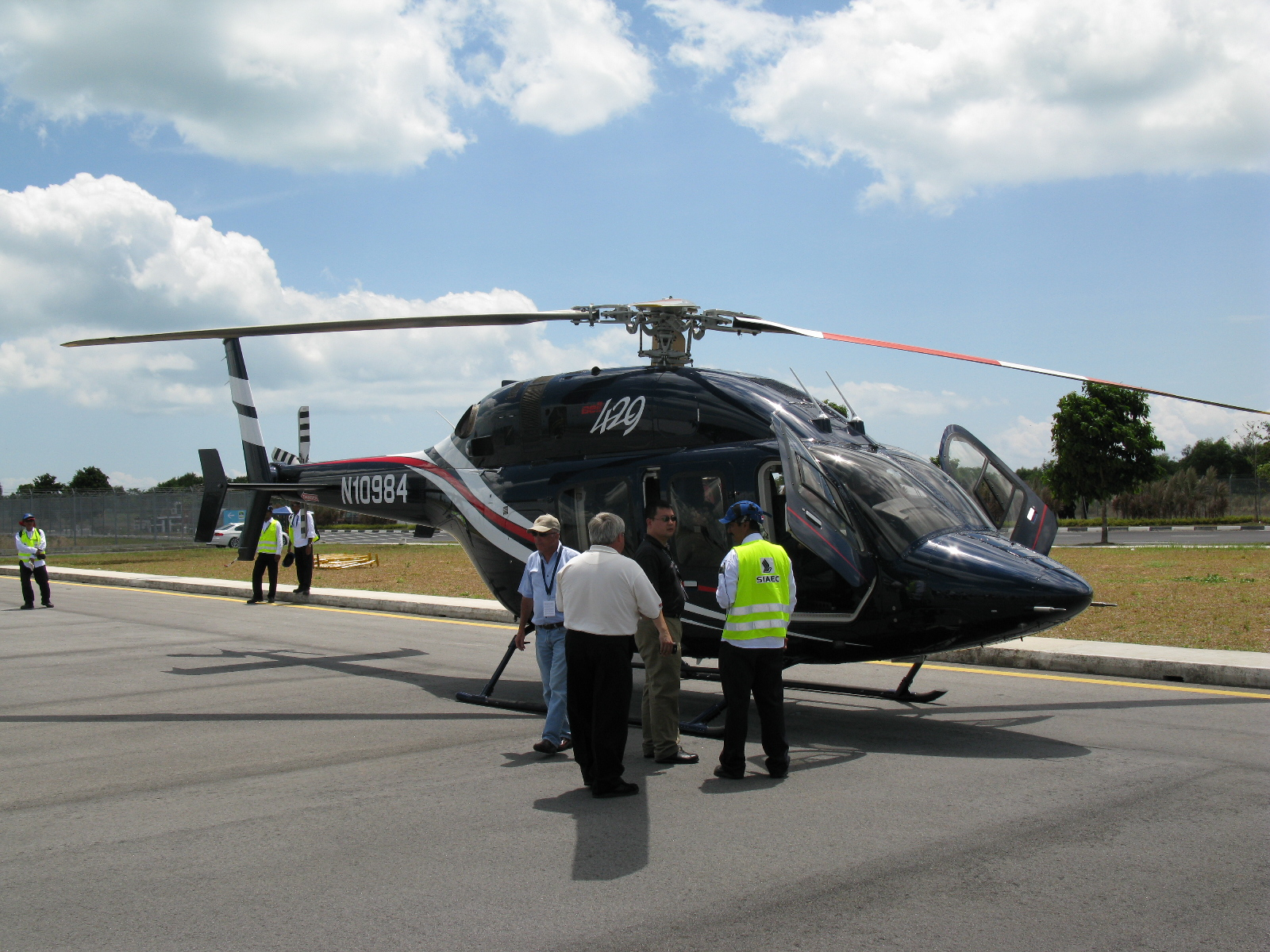
Гелікоптер Bell 429

Заснована в липні 1933 року Ларрі Беллом як Корпорація літальних апаратів Белла, вона була першою з тих, що отримали сертифікацію для комерційних гелікоптерів. За свою історію Белл поставив більш ніж 35 000 літальних апаратів споживачам у всьому світі. Штаб-квартира компанії Bell Helicopter розміщена у Форт-Ворсі, що в Техасі. Заводи знаходяться в місті Амарилло (штат Техас) та в місті Мірабель (провінція Квебек, Канада). Основні логістичні центри Bell Helicopter, які забезпечують постачання літальних апаратів та їх технічне обслуговування і ремонт, розташовані в Європі, Канаді, Сінгапурі й США. Компанія спеціалізується на проєктуванні й виробництві літаків-винищувачів — першими були XFM-1 Airacuda, двомоторний винищувач, призначений для винищення бомбардувальників, та P-39 Airacobra, які постачалися під час німецько-радянської війни за лендлізом у СРСР. Компанія також спроєктувала й виготовляла P-59 Airacomet — перші американські реактивні винищувачі, та P-63 Kingcobra, попередником якого був P-39.

### Cessna Aircraft Company

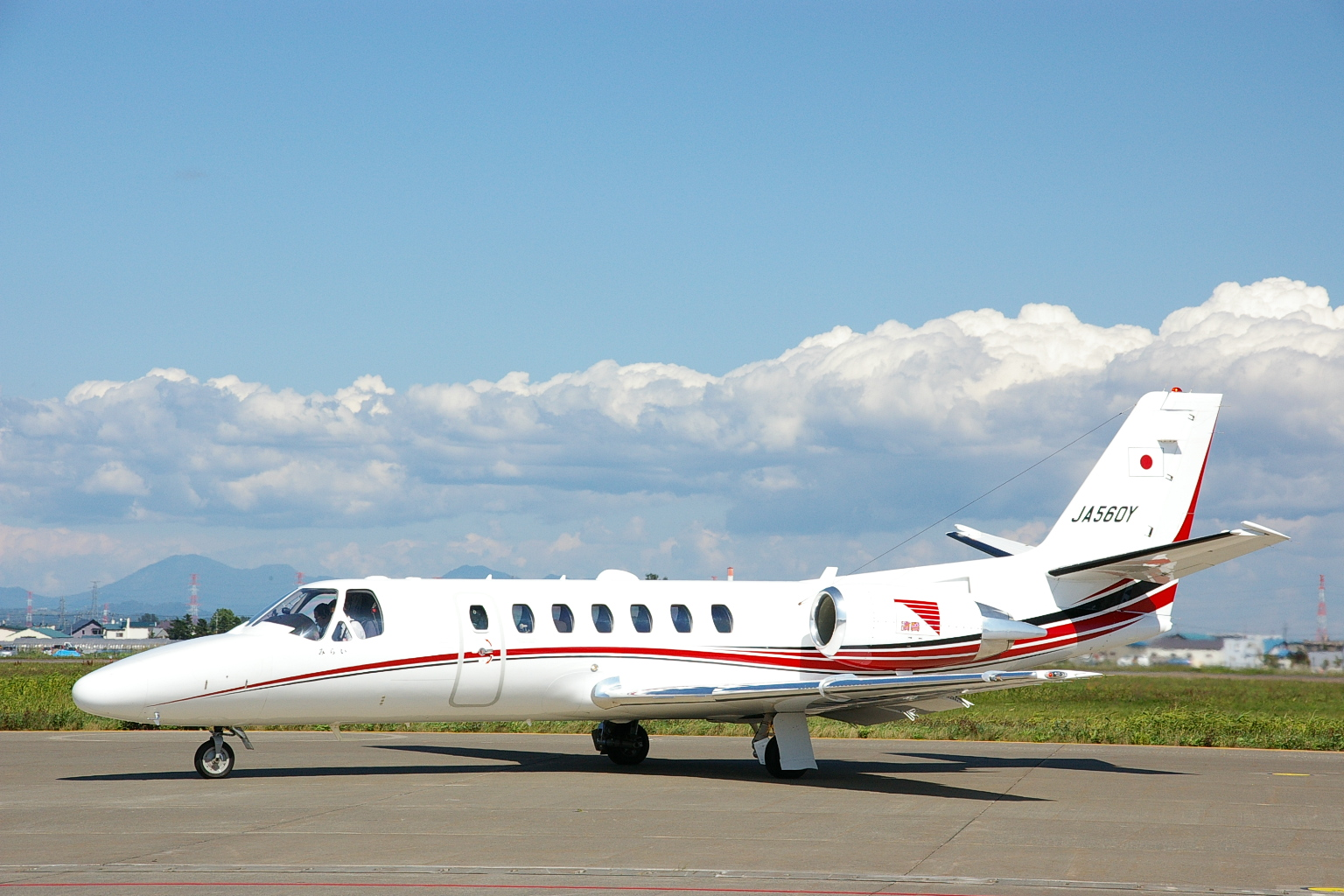
Турбокомпресорний літак бізнескласу Cessna Citation V

- Cessna Aircraft Company

Cessna — це всесвітній лідер серед авіаційних компаній. Штаб-квартира й завод розташовані в «авіаційній столиці світу» — м. Вічита, штат Канзас. Сучасна Cessna має два принципових напрямки розвитку бізнесу:
1. виробництво і продаж літальних апаратів;
2. надання послуг з післяпродажного обслуговування й ремонту та виробництво запасних частин і обладнання.

Виробництво і продаж літальних апаратів включає комерційні турбокомпресорні Cessna Citation, цивільні одномоторні турбогвинтові Cessna Caravan, одномоторні поршневі літаки та підіймальні й транспортні CitationAir.
Післяпродажне обслуговування включає виробництво й постачання запасних частин, інспектування технічного стану та діагностування літальних апаратів, а також їх ремонт.
У 2012 році Cessna поставила 571 літальний апарат, у тому числі 181 комерційний реактивний Cessna Citation. Валовий дохід фірми становив 3,111 мільярда доларів.

### Textron Systems

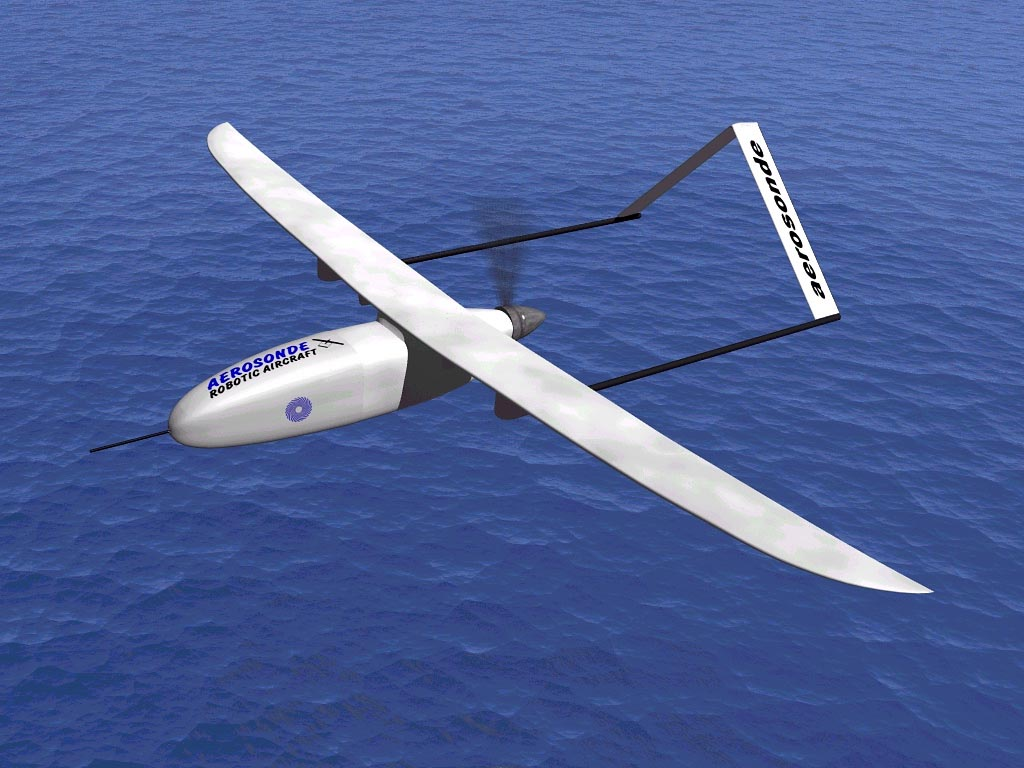
Безпілотний літак

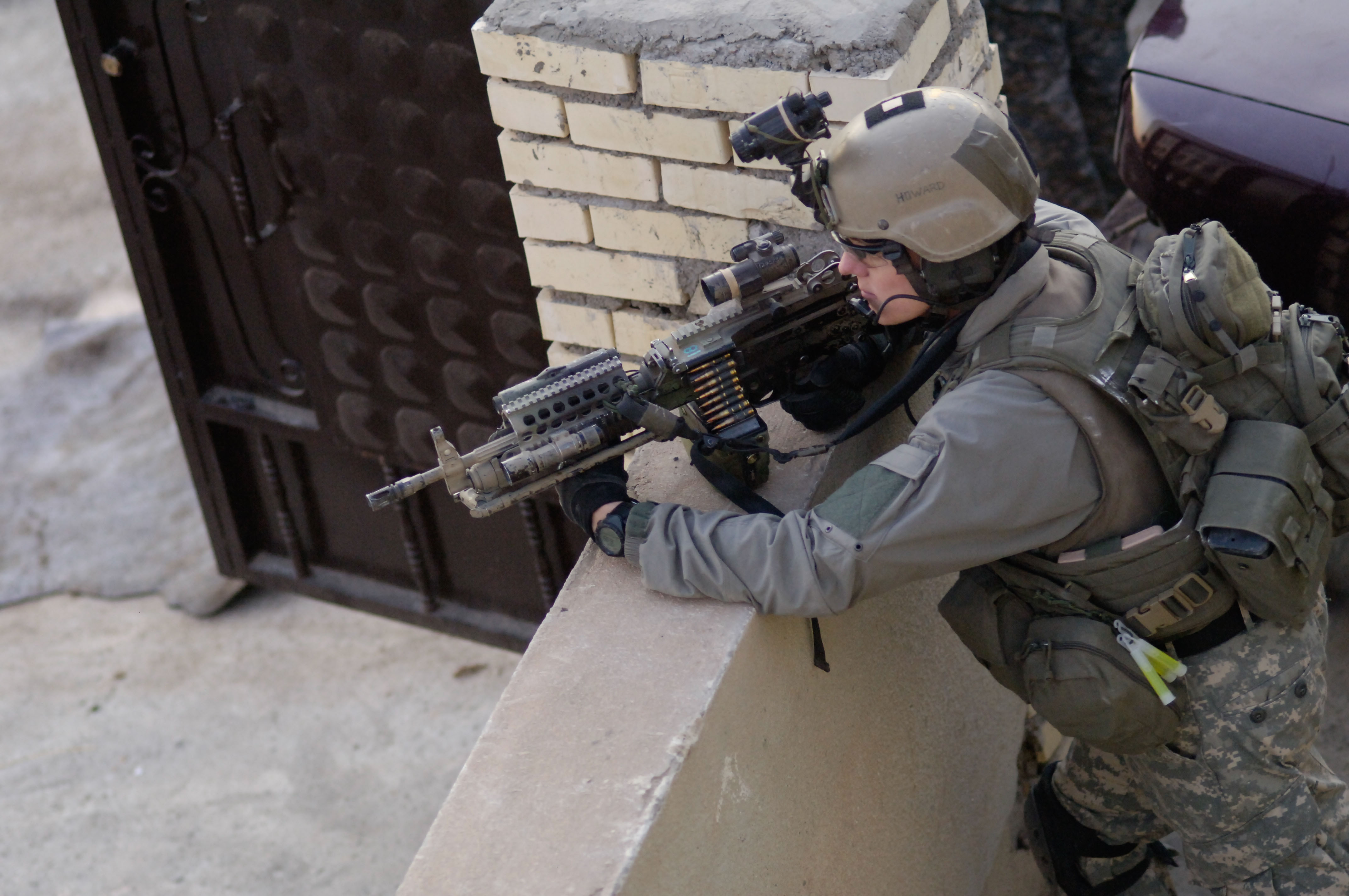
Система спостереження, інтегрована у зброї та у шоломі бійця 2-го батальйону 75-го Рейнджерського полку (місія в Іраку, 2006).

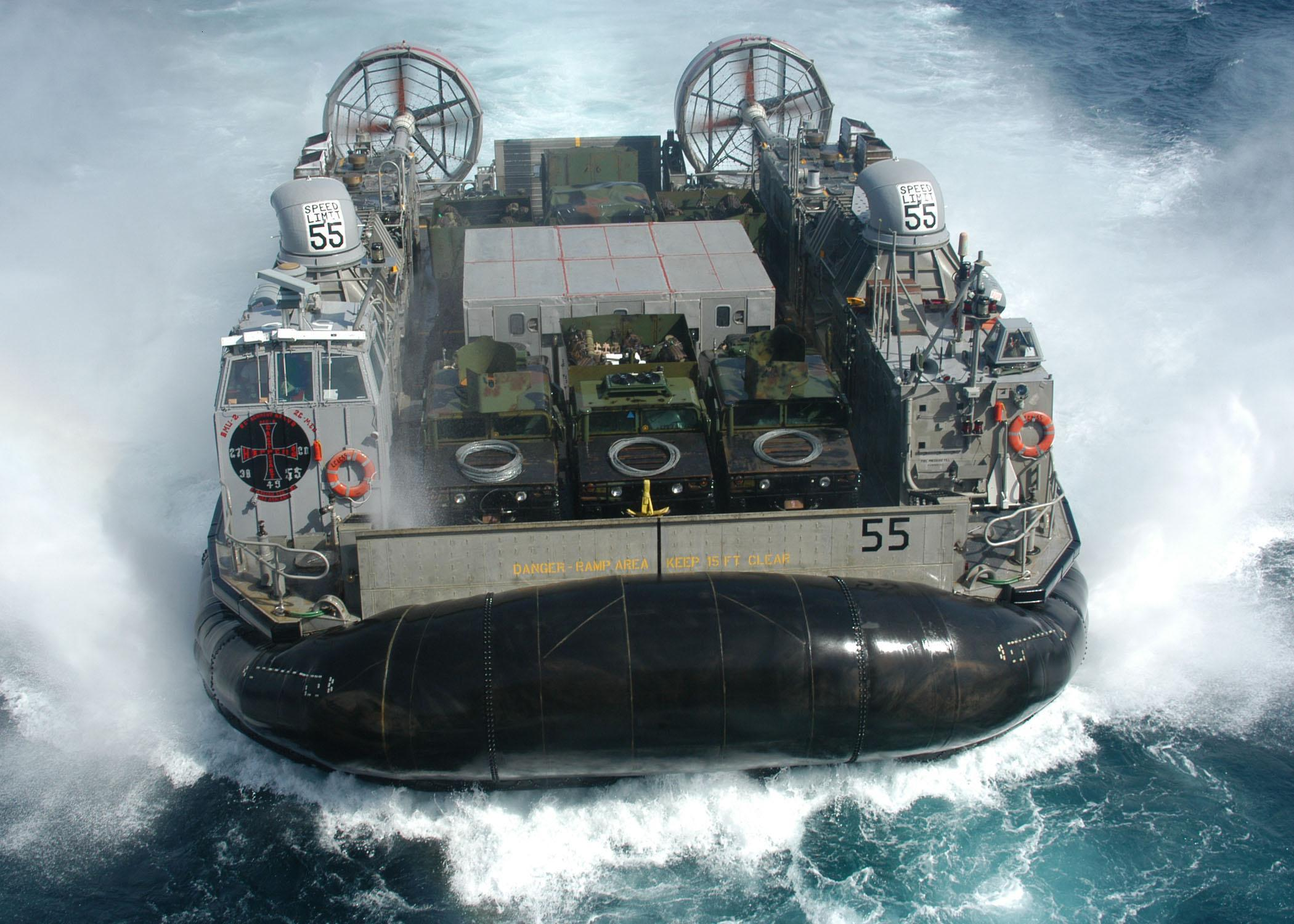
Судно на повітряній подушці LCAC 1.

- Textron Systems

Textron Systems — це аерокосмічна та оборонна фірма, штаб-квартира якої розташована в містечку Вілмінґтон, штат Массачусетс. Компанія є складовою частиною  Textron Inc. і, за даними 2009 року, у неї річний продаж становив 1,9 мільярда доларів. Textron Systems має декілька підрозділів, головними з яких є:
- AAI Corporation, штаб-квартира в містечку Гант-Уоллі, штат Меріленд;

- Lycoming Engines, штаб-квартира в містечку Вільямспорт, штат Пенсільванія;

- Overwatch[en], штаб-квартира в м. Остін, штат Техас;

- Textron Defense Systems, штаб-квартира в м. Вілмінґтон, штат Массачусетс;

- Textron Marine & Land Systems, штаб-квартира в м. Слайделл, штат Луїзіана.

Загалом на підприємствах компанії Textron Systems налічується 5 600 працівників.
AAI Corporation виробляє і обслуговує безпілотні літальні апарати та технології і системи наземного керування їх польотами, тренувальні системи і моделювальні тренажери, автоматизоване випробувальне, контрольно-діагностичне і гаражне обладнання, системи озброєння та забезпечує логістичну підтримку і супровід, обслуговування і ремонт власної продукції.
Lycoming Engines спеціалізується на проектуванні, виготовленні, обслуговуванні та ремонті і технічній підтримці авіаційних поршневих двигунів.
Overwatch є постачальником інтегрованого програмного забезпеченнядля  розвідувальних служб, а також супутникових комунікаційних систем для служб безпеки як США, так і міжнародних співтовариств. Продукцією компанії користуються аналітики антитерористичних служб та аналітики й безпосередні виконавці (учасники) бойових дій — для узагальненого аналізу та застосування розвідувальної інформації. Сюди належать індивідуальні і колективні системи спостереження, інтегровані у зброї, бойовому спорядженні солдат, у військовій техніці, а також у безпілотних літальних апаратах і дистанційно керованих транспортних засобах. Кожен боєць підрозділу може бачити поле бою «очима системи Overwatch» будь-кого із інших бійців чи «очима системи Overwatch» технічних засобів. Командир підрозділу бачить усе «очима системи Overwatch» усіх бійців підрозділу та «очима системи Overwatch» усіх наявних у підрозділі технічних засобів.
Textron Defense Systems — це постачальник «суперзброї», бортових і наземних датчиків та систем спостереження, а також аерокосмічної та національної систем безпеки.
Textron Marine & Land Systems — це американський військовий підрядник, який виробляє броньовані автомобілі, бронетранспортери, бронебашти, морські судна, судна на повітряній подушці, а також різноманітні системи озброєнь. Фірма стала власністю компанії Textron у 1994 році внаслідок злиття фірм Cadillac Gage та Textron Marine.

## Індустріальна складова компанії

### E-Z-GO

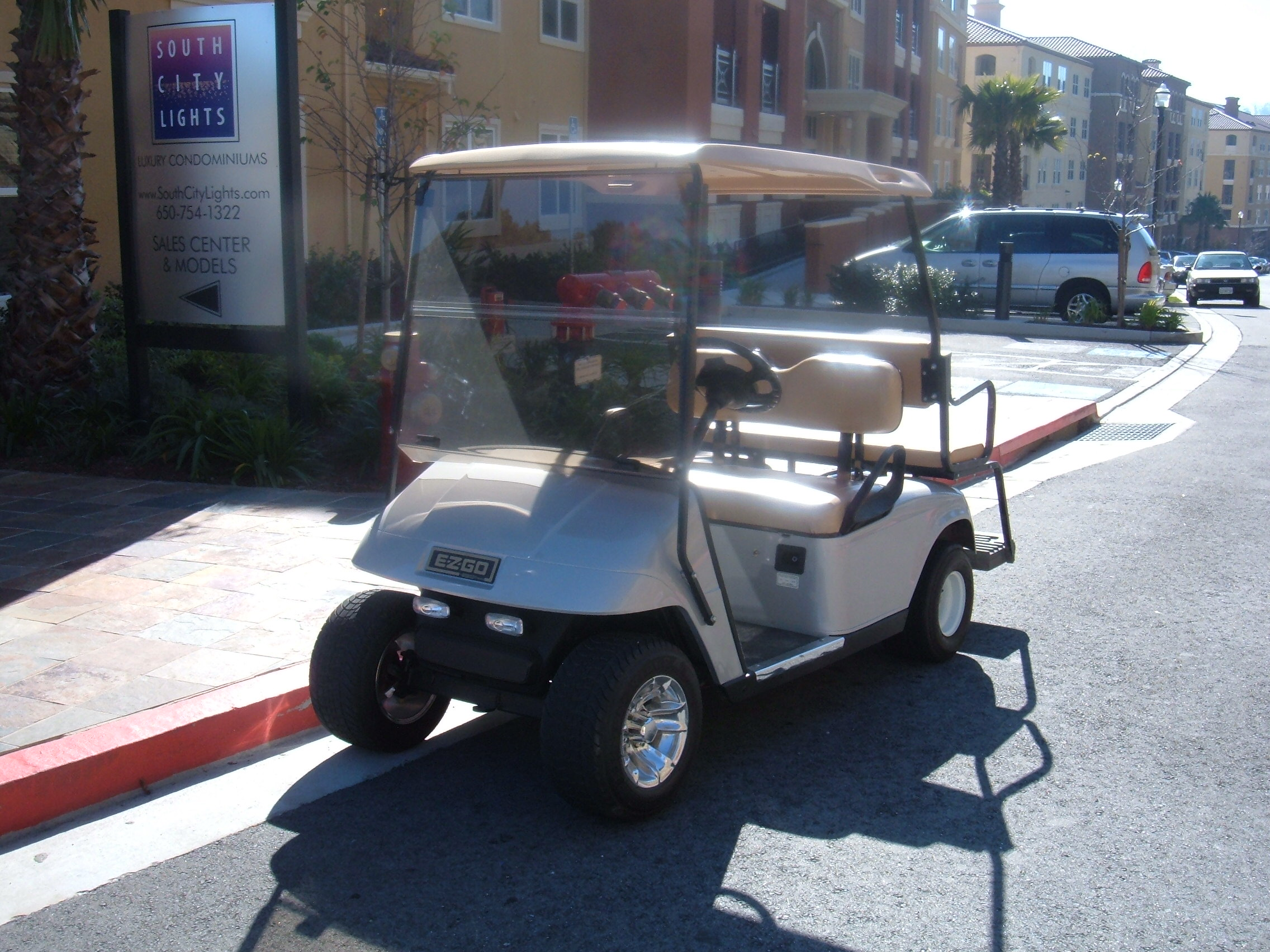
Автомобіль для гольфу E-Z-GO

- E-Z-GO (автомобілі для гольфу, трамваї, лікарняні візки та сервісні транспортні засоби).

E-Z-GO — розробник і виробник легких транспортних засобів, призначених для пересування по м'яких трав'яних покриттях полів для гольфу. Фірма виробляє автомобілі для гравців у гольф як із електричними двигунами, так і з двигунами внутрішнього згоряння, а також транспортні засоби багатоцільового призначення під торговими марками E-Z-GO, Cushman та Bad Boy Buggy. Штаб-квартира фірми знаходиться в м. Огаста, штат Джорджія.
До нових пропозицій для потенційних споживачів фірми E-Z-GO належать електричні транспортні засоби із повним приводом (4х4) та різноманітного типу комерційні транспортні засоби спеціального призначення.

### Jacobsen
- Jacobsen (професійне обладнання для обслуговування полів із трав'яними покриттями)

Jacobsen пропонує продукцію, призначену для догляду за трав'яними покриттями полів для гольфу й полів для інших спортивних ігор, аеропортів, парків тощо як для комерційного, так і для промислового застосування. До продукції належать професійне обладнання для догляду за трав'яними покриттями та спеціалізовані транспортні засоби, що можуть безпечно пересуватися на таких покриттях. Як і E-Z-GO, Jacobsen працює над розширенням своєї глобальної присутності в Азії та Латинській Америці.

### Greenlee
- Greenlee Textron (інструменти для встановлення і монтажу проводів та кабелів)

Greenlee — це фірма з виробництва промислових інструментів та інструментів для електричної промисловості. Штаб-квартира знаходиться в м. Рокфорд, штат Іллінойс. У 1862 році цю фірму заснували брати Роберт і Ральф Ґрінлі, щоб налагодити виробництво їхнього винаходу — свердла, оточеного чотирма лезами долота, що застосовувалось у виготовленні заглиблень для з'єднань типу «паз-шип» для підприємств меблевої промисловості Рокфору. Цей пристрій застосовується в меблевій промисловості дотепер. Згодом брати різнобічно вдосконалювали різноманітні інструменти для ручних робіт із деревом, а також обладнання для виготовлення дерев'яних діжок. Фірму придбала компанія Textron у 1986 році. Нині Greenlee виробляє широку гаму різноманітних інструментів, які застосовуються в галузях електрики, телекомунікацій, промисловості, слюсарної справи та в галузі цифрового оброблення звуку.

### Kautex
- Kautex (пластмасові системи живлення)

Kautex — це провідний глобальний постачальник систем живлення для автомобільної промисловості. Компанія розробляє і виробляє пластикові паливні системи, селективні каталітичні системи нейтралізації (SCR), системи омивання й очищення вітрових стекол та фар, кулачкові вали двигунів, штамповані промислові упаковки. Kautex найбільш задіяний у США та в Європі, яка дає 75 % загального доходу.